# Bandera civil
Una bandera civil es una versió de la bandera nacional d'un país que serveix a usos no governamentals. La idea darrera la bandera civil és denotar edificis o vaixells no vinculats a les forces armades. Tot sovint, la bandera civil és igual que la bandera estatal però sense l'escut d'armes. En són exemples Espanya, Perú i Sèrbia.